# Windows Home Server 2011
Windows Home Server 2011, код під назвою Vail (укр. Вейл), — це операційна система для домашнього сервера від Microsoft, призначена для невеликих офісів / дому та будинків з декількома підключеними ПК, щоб запропонувати захищене зберігання файлів, обмін файлами, автоматизоване резервне копіювання ПК, віддалений доступ та віддалене управління настільними ПК. Він був випущений 6 квітня 2011 року після випуску Power Pack 3 для його попередника Windows Home Server. Windows Home Server 2011 — це останній випуск домашнього сервера Windows, що отримав успіх у Windows Server 2012 Essentials.
Windows Home Server 2011 базується на Windows Server 2008 R2 та Windows 7 і вимагає процесорів x86-64 (64-розрядні), тоді як його попередник працював і на старішій (32-розрядної) архітектурі IA-32. У поєднанні з фундаментальними змінами в структурі резервного копіювання клієнта та спільних тек не існує чіткого способу переходу з попередньої версії на Windows Home Server 2011.

## Особливості
Windows Home Server 2011 включає додаткові можливості для розваг та додаткову функцію в магазині додатків, включаючи функціональні засоби масової інформації на вебоснові.
Початкові міркування оглядачкою технологій Мері Джо Фолі підживлювали ідею, що «Вейл» інтегруватиметься з Windows Media Center. Це наштовхнуло на відповідь «Планувальник часу» від планувальника продуктів Microsoft Windows Home Server Тода Хедріка, але до моменту публічної бета-версії Microsoft вирішила не інтегрувати медіацентр Windows з «Vail».

### Системні вимоги
| Компонент                | Необхідні технічні характеристики                               |
| ------------------------ | --------------------------------------------------------------- |
| ЦП                       | 1.3 Двоядерний GHz або 1,4 Одноядерний ГГц ; x86-64 архітектура |
| ОЗП                      | 2 ГБ (максимум 8 ГБ)                                            |
| Місце на жорсткому диску | Принаймні один 160 ГБ диск                                      |

## Видалення Дискового розширювача
23 листопада 2010 року Microsoft оголосила, що розширювач Drive буде видалено з Windows Home Server 2011. Це оголошення призвело до «здивування та обурення» тестерів та користувачів. Критика видалення розширювача диска в основному пов'язана з тим, що його розглядають як основну особливість домашнього сервера Windows і ключову причину прийняття. Розробник Windows Home Server 2011 Майкл Леворті висловив стурбованість тим, що реалізація Drive Extender може призвести до «проблем з помилками даних». Як результат, сторонні товари вийшли на ринок, щоб заповнити порожнечу, залишену Дисковим розширювачем, включаючи Drive Bender (Відділ M) та DrivePool (StableBit).
Функція, що охоплює обсяг розширювача накопичувачів, в якій два чи більше накопичувачів використовуються як один великий обсяг пам'яті, доступна за допомогою функції «Динамічні диски», як і в будь-якому іншому випуску Windows Server.